# Klaus Behling
Klaus Behling (* 1. Mai 1949 in Damgarten) ist ein deutscher Journalist und Sachbuchautor sowie ehemaliger Diplomat der DDR. Schwerpunkt seines Wirkens sind Bücher über die Geschichte der DDR.

## Leben
Behling studierte an der Sektion Asienwissenschaften der Humboldt-Universität zu Berlin und spezialisierte sich auf die Sprache und Kultur von Kambodscha. Nach seinem Abschluss als Diplom-Khmerist trat er 1971 in den Dienst des Ministeriums für Auswärtige Angelegenheiten der DDR, das ihn von 1972 bis 1977 als Diplomat in Kambodscha (Khmer-Republik) und Laos einsetzte. Ab April 1979 war er erneut in Kambodscha (Volksrepublik Kampuchea) als Geschäftsträger ad interim der DDR-Botschaft sowie in Vietnam tätig. Danach arbeitete er ab 1981 als Kulturattaché in Rumänien. 1987 verließ er den diplomatischen Dienst und wurde wissenschaftlicher Oberassistent am Institut für Internationale Beziehungen (Teil der Akademie für Staats- und Rechtswissenschaft der DDR) in Potsdam, wo er sich bis zur Auflösung des Instituts 1991 mit der Indochina-Forschung befasste und auch in der DDR-Presse publizierte. Danach arbeitete er von 1991 bis 2008 als Journalist beim Axel-Springer-Verlag in Berlin, unter anderem als Politikredakteur bei der Bild-Zeitung.
Seit Anfang der 2000er Jahre und vor allem nach seinem Ausscheiden bei Axel Springer 2008 trat er als Buchautor in Erscheinung und veröffentlichte eine Vielzahl von Titeln vor allem zur Geschichte der DDR, wobei er sich neben Veröffentlichungen über die Verbrechen des Ministeriums für Staatssicherheit auch eingehend mit dem Werdegang der SED vor und nach der Wende und mit dem Verbleib ihres Vermögens beschäftigte (Spur der Scheine. Wie das Vermögen der SED verschwand). Mehrere Werke entstanden in Zusammenarbeit mit Jan Eik und anderen Mitautoren.
Bemerkenswert ist Behlings bereits 1990 fertiggestelltes Buch Zwischen Bruderbund und Todfeindschaft. Kambodscha und Vietnam in den Jahren 1970 bis 1979 vor dem Hintergrund ihrer Beziehungen zum Ostblock, das erst 32 Jahre später, im Jahre 2022 gedruckt wurde. Schon während der friedlichen Revolution in der DDR hatte Behling seine Einsichten aufgeschrieben, die er als Diplomat in Südostasien aus erster Hand gewonnen hatte. Sein damaliger Verlag, dem er in den letzten Wochen des Bestehens der DDR neben seinem Manuskript auch seine persönlichen Bilder und Dokumente im Original zur Reproduktion überlassen hatte, wurde jedoch kurz darauf durch die Treuhandanstalt abgewickelt, wobei, wie Behling im Jahre 2022 dem Journalisten Hans Michael Hensel in einem Interview mitteilte, alle seine Bilder und Dokumente verlorengingen. Kopien seiner Dokumente und Bilder besaß Behling nicht. Er gab darauf dieses Buchprojekt auf. Über 30 Jahre später erfuhr der Historiker und Südostasienwissenschaftler am Asien-Afrika-Institut der Universität Hamburg, Volker Grabowsky, von dem noch vorhandenen Manuskript und veröffentlichte es ohne die seinerzeit vorgesehenen Bilder und Dokumente in der von ihm mit herausgegebenen wissenschaftlichen Buchreihe Hamburger Südostasienstudien.

## Publikationen
- mit Andrea Behling: Kundschafter a. D. Das Ende der DDR-Spionage. Hohenheim Verlag, Stuttgart – Leipzig 2003, ISBN 3-89850-098-5.
- mit Andrea Behling: Spione in Uniform. Die Alliierten Militärmissionen in Deutschland. Hohenheim Verlag, Stuttgart 2004, ISBN 3-89850-121-3.
- Der Nachrichtendienst der NVA: Geschichte, Aktionen und Personen. Edition Ost, Berlin 2005, ISBN 3-360-01061-2.
- mit Jan Eik: Besondere Vorkommnisse: politische Affären und Attentate in der DDR. Das Neue Berlin 2006, ISBN 3-360-00766-2.
- mit Jan Eik: Vertuschte Verbrechen. Kriminalität in der Stasi. Militzke Verlag, Leipzig 2007, ISBN 978-3-86189-769-9.
- Hightech-Schmuggler im Wirtschaftskrieg. Wie die DDR das Embargo des Westens unterlief. Kai Homilius Verlag, Berlin 2007, ISBN 978-3-89706-872-8.
- mit Christian Behling: Berlin im Kalten Krieg: Schauplätze und Ereignisse.  Kai Homilius Verlag, Berlin 2008, ISBN 978-3-89706-901-5.
- mit Jan Eik: Transit in den Tod Kriminalgeschichten aus der Stasi. Militzke Verlag, Leipzig 2008, ISBN 978-3-86189-807-8.
- mit Jan Eik: Verschlusssache. Die größten Geheimnisse der DDR. Das Neue Berlin 2008, ISBN 978-3-360-01944-8.
- mit Jan Eik: Lautloser Terror. Kriminalität in der Stasi. Militzke Verlag, Leipzig 2009, ISBN 978-3-86189-816-0.
- „Der Letzte macht das Licht aus“. Zu Lande, zu Wasser und in der Luft – 250 Fluchtgeschichten aus der DDR.  Berlin Story Verlag, Berlin 2011, ISBN 978-3-86368-038-1.
- mit Andreas Jüttemann: Berlin Teufelsberg: Trümmer, Truppen und Touristen.  Berlin Story Verlag, Berlin 2011, ISBN 978-3-86368-023-7.
- Geheimnisse eines versunkenen Landes: Kurzweilige Anekdoten aus dem DDR-Zettelkasten. Bild und Heimat, 2015, ISBN 978-3-86789-594-1.
- „Plötzlich und unerwartet“. Selbstmorde nach Wende und Einheit. Edition Berolina, Berlin 2015, ISBN 978-3-95841-004-6.
- mit Jan Eik: Tod bei der Fahne. Edition Berolina 2012, ISBN 978-3-86789-827-0.
- Fernsehen aus Adlershof. Das Fernsehen der DDR vom Start bis zum Sendeschluss. Edition Berolina, Berlin 2015, ISBN 978-3-95841-043-5.
- mit Jan Eik: Attentat auf Honecker und andere Besondere Vorkommnisse. Jaron Verlag, Berlin 2017, ISBN 978-3-89773-814-0.
- Die Kriminalgeschichte der DDR. Edition Berolina, Berlin 2017, ISBN 978-3-95841-055-8.
- Leben in der DDR. Alles, was man wissen muss. Bild und Heimat, Berlin 2018, ISBN 978-3-95958-160-8.
- Auf den Spuren der alten Meister – Kunsthandel und Kunstraub in der DDR. Bild und Heimat, Berlin 2018, ISBN 978-3-95958-164-6.
- Klassenkampf und Schafott. Todesurteile in den Geheimdiensten der DDR. Jaron Verlag, Berlin 2018, ISBN 978-3-89773-859-1.
- Die Spur der Scheine. Wie das Vermögen der SED verschwand. Edition Berolina, Berlin 2019, ISBN 978-3-95841-102-9.
- Die Treuhand. Wie eine Behörde ein ganzes Land abschaffte. Edition Berolina, Berlin 2015 (erweiterte Neuauflage Berlin 2019, ISBN 978-3-95841-109-8).
- Der Lustmörder aus dem Erzgebirge. Wahre Gewaltverbrechen aus Ostdeutschland.  Bild und Heimat, Berlin 2019, ISBN 978-3-95958-244-5.
- Das Grab unter der Couch. Spektakuläre Kriminalfälle in der DDR. Jaron Verlag, Berlin 2019, ISBN 978-3-89773-084-7.
- Potsdam. Damals und heute. Bild und Heimat, Berlin 2019, ISBN 978-3-95958-195-0.
- Der große Knall von Bitterfeld: Katastrophen und andere geheimnisvolle Ereignisse in der DDR. Jaron Verlag, Berlin 2020, ISBN 978-3-89773-869-0.
- Leben nach der DDR. Was die Wende dem Osten brachte. Bild und Heimat, Berlin 2020, ISBN 978-3-95958-232-2.
- Zwischen Bruderbund und Todfeindschaft – Kambodscha und Vietnam in den Jahren 1970 bis 1979 vor dem Hintergrund ihrer Beziehungen zum Ostblock. Zenos Verlag, Segnitz bei Würzburg 2022. ISBN 978-3-931018-30-6.